# شرکت دیملر

Daimler Super V8, 1997-2002

شرکت دیملر (انگلیسی: Daimler Company) شرکت خودروسازی بریتانیایی بود که در سال ۱۸۹۶ تأسیس شد.